# Conditum Paradoxum
Conditum Paradoxum — древнеримское вино, приправленное специями.
По рецепту из поваренной книги Апиция это вино варилось на слабом огне с мёдом с добавлением перца, мастики, лавра, шафрана, фиников и обжаренных косточек фиников. Если смесь начинала закипать её разбавляли вином или снимали с огня. Conditum Paradoxum представляло собой более сложный вариант римских вин со специями — vina condita, или перцем — vina piperata.